# 100 Cycle Challenge féminin
Le 100 Cycle Challenge féminin est une course cycliste féminine sud-africaine. Créé en 2018, il intègre le  calendrier de l'Union cycliste internationale en catégorie 1.2 cette année-là. 

## Palmarès
| Année | Vainqueur                    | Deuxième          | Troisième      |
| ----- | ---------------------------- | ----------------- | -------------- |
| 2018  | Kimberley Le Court de Billot | Maroesjka Matthee | Lynette Burger |